# Campionati sloveni di sci alpino 2000
I Campionati sloveni di sci alpino 2000 si svolsero a Krvavec e a Maribor dal 2 febbraio all'11 aprile. Il programma incluse gare di discesa libera, supergigante, slalom gigante, slalom speciale e combinata, sia maschili sia femminili.
Trattandosi di competizioni valide anche ai fini del punteggio FIS, vi parteciparono anche sciatori di altre federazioni, senza che questo consentisse loro di concorrere al titolo nazionale sloveno.

## Risultati

### Uomini

#### Discesa libera
| Pos. | Atleta          | Nazione     | Tempo   |
| ---- | --------------- | ----------- | ------- |
| 1    | Ožbi Ošlak      | Slovenia    | 1:09,04 |
| 2    | Peter Pen       | Slovenia    | 1:09,45 |
| 3    | Jernej Koblar   | Slovenia    | 1:09,52 |
| 4    | Gregor Šparovec | Slovenia    | 1:09,54 |
| 5    | Andrej Šporn    | Slovenia    | 1:09,83 |
| 6    | Gernot Grasser  | Austria     | 1:10,03 |
| 7    | Finlay Mickel   | Regno Unito | 1:10,08 |
| 8    | Mitja Dragšič   | Slovenia    | 1:10,27 |
| 9    | Igor Kozlar     | Slovenia    | 1:10,36 |
| 10   | Bernard Vajdič  | Slovenia    | 1:10,79 |

Data: 2 febbraio

Località: Maribor

#### Supergigante
| Pos. | Atleta               | Nazione     | Tempo   |
| ---- | -------------------- | ----------- | ------- |
| 1    | Jernej Koblar        | Slovenia    | 1:23,47 |
| 2    | Finlay Mickel        | Regno Unito | 1:23,52 |
| 3    | Mitja Dragšič        | Slovenia    | 1:23,62 |
| 4    | Jernej Reberšak      | Slovenia    | 1:23,79 |
| 5    | Peter Pen            | Slovenia    | 1:23,88 |
| 6    | Igor Kozlar          | Slovenia    | 1:24,45 |
| 7    | Mitja Kunc           | Slovenia    | 1:24,46 |
| 8    | Christoph Kornberger | Austria     | 1:25,09 |
| 9    | Andrej Jerman        | Slovenia    | 1:25,10 |
| 10   | Renato Gašpar        | Croazia     | 1:25,29 |

Data: 3 febbraio

Località: Maribor

#### Slalom gigante
| Pos. | Atleta          | Nazione  | Tempo   |
| ---- | --------------- | -------- | ------- |
| 1    | Jernej Koblar   | Slovenia | 2:31,06 |
| 2    | Jernej Reberšak | Slovenia | 2:31,20 |
| 3    | Martin Marinac  | Austria  | 2:32,97 |
| 4    | Bernard Vajdič  | Slovenia | 2:33,05 |
| 5    | Mitja Dragšič   | Slovenia | 2:33,23 |
| 6    | Gregor Šparovec | Slovenia | 2:33,39 |
| 7    | Jure Košir      | Slovenia | 2:33,41 |
| 8    | Manfred Pranger | Austria  | 2:33,55 |
| 9    | Pierre Egger    | Austria  | 2:34,13 |
| 10   | Yasuhiro Ikuta  | Giappone | 2:34,68 |

Data: 10 aprile

Località: Krvavec

#### Slalom speciale
| Pos. | Atleta             | Nazione   | Tempo   |
| ---- | ------------------ | --------- | ------- |
| 1    | Heinz Schilchegger | Austria   | 1:53,41 |
| 2    | Pierre Egger       | Austria   | 1:53,50 |
| 3    | Matjaž Vrhovnik    | Slovenia  | 1:53,64 |
| 4    | Yasuhiro Ikuta     | Giappone  | 1:54,16 |
| 4    | Ronald Stampfer    | Austria   | 1:54,16 |
| 6    | Andreas Ertl       | Germania  | 1:54,17 |
| 7    | Drago Grubelnik    | Slovenia  | 1:54,71 |
| 8    | Mitja Valenčič     | Slovenia  | 1:54,89 |
| 9    | Andrej Miklavc     | Slovenia  | 1:55,15 |
| 10   | Stanley Hayer      | Rep. Ceca | 1:55,20 |

Data: 11 aprile

Località: Krvavec

#### Combinata
| Pos. | Atleta        | Nazione  |
| ---- | ------------- | -------- |
| 1    | Jernej Koblar | Slovenia |
| 2    | ?             | ?        |
| 3    | ?             | ?        |

### Donne

#### Discesa libera
| Pos. | Atleta             | Nazione       | Tempo   |
| ---- | ------------------ | ------------- | ------- |
| 1    | Mojca Suhadolc     | Slovenia      | 1:12,56 |
| 2    | Špela Bračun       | Slovenia      | 1:13,32 |
| 3    | Tina Bogataj       | Slovenia      | 1:13,95 |
| 4    | Tina Maze          | Slovenia      | 1:14,16 |
| 5    | Lea Dabič          | Slovenia      | 1:14,22 |
| 6    | Katarina Breznik   | Slovenia      | 1:14,61 |
| 7    | Andreja Gašperin   | Slovenia      | 1:14,70 |
| 8    | Maja Furek         | Slovenia      | 1:14,96 |
| 9    | Anja Lampert       | Liechtenstein | 1:15,04 |
| 10   | Sarah Lichtenegger | Austria       | 1:15,23 |

Data: 2 febbraio

Località: Maribor

#### Supergigante
| Pos. | Atleta                   | Nazione  | Tempo   |
| ---- | ------------------------ | -------- | ------- |
| 1    | Špela Bračun             | Slovenia | 1:25,60 |
| 2    | Renate Götschl           | Austria  | 1:25,80 |
| 3    | Tanja Schneider          | Austria  | 1:26,75 |
| 4    | Stefanie Schuster        | Austria  | 1:26,90 |
| 5    | Alenka Dovžan            | Slovenia | 1:27,04 |
| 5    | Tina Maze                | Slovenia | 1:27,04 |
| 7    | Christiane Mitterwallner | Austria  | 1:27,05 |
| 8    | Brigitte Obermoser       | Austria  | 1:27,12 |
| 9    | Michaela Dorfmeister     | Austria  | 1:27,25 |
| 10   | Katarina Breznik         | Slovenia | 1:27,32 |

Data: 3 febbraio

Località: Maribor

#### Slalom gigante
| Pos. | Atleta            | Nazione  | Tempo   |
| ---- | ----------------- | -------- | ------- |
| 1    | Alenka Dovžan     | Slovenia | 2:34,19 |
| 2    | Tina Maze         | Slovenia | 2:35,17 |
| 3    | Kumiko Kashiwagi  | Giappone | 2:35,43 |
| 4    | Ingrid Rumpfhuber | Austria  | 2:36,75 |
| 5    | Sabine Egger      | Austria  | 2:36,78 |
| 6    | Katarina Breznik  | Slovenia | 2:36,99 |
| 7    | Špela Pretnar     | Slovenia | 2:37,08 |
| 8    | Noriyo Hiroi      | Giappone | 2:37,09 |
| 9    | Špela Bračun      | Slovenia | 2:37,10 |
| 10   | Nika Fleiss       | Croazia  | 2:37,98 |

Data: 10 aprile

Località: Krvavec

#### Slalom speciale
| Pos. | Atleta               | Nazione    | Tempo   |
| ---- | -------------------- | ---------- | ------- |
| 1    | Eva Kurfürstová      | Rep. Ceca  | 1:45,46 |
| 2    | Alenka Dovžan        | Slovenia   | 1:45,84 |
| 3    | Nataša Bokal         | Slovenia   | 1:46,26 |
| 4    | Nika Fleiss          | Croazia    | 1:47,38 |
| 5    | Veronika Zuzulová    | Slovacchia | 1:48,32 |
| 6    | Rowena Bright        | Australia  | 1:48,59 |
| 7    | Zuzana Smerčiaková   | Slovacchia | 1:48,95 |
| 8    | Katarzyna Strama     | Polonia    | 1:49,02 |
| 9    | Katarzyna Karasińska | Polonia    | 1:49,56 |
| 10   | Ingrid Rumpfhuber    | Austria    | 1:49,68 |
| 11   | Vanja Vravnik        | Slovenia   | 1:51,03 |

Data: 11 aprile

Località: Krvavec

#### Combinata
| Pos. | Atleta           | Nazione  |
| ---- | ---------------- | -------- |
| 1    | Katarina Breznik | Slovenia |
| 2    | ?                | ?        |
| 3    | ?                | ?        |